# Pierre Louis Binet Marcognet
Pierre Louis Binet Marcognet, (1765 - 1854), baron de Marcognet, a fost un general francez francez al perioadei napoleoniene, general de brigadă din 1803 și și general de divizie din 1811. Se remarcă îndeosebi la Hohenlinden, Gunzburg, campaniile din Spania și din Rusia și conduce o divizie din Corpul I la Waterloo.  